# Hotel „Zum verunglückten Alpinisten“
Hotel „Zum verunglückten Alpinisten“ (estnisch: „Hukkunud Alpinisti“ hotell) ist ein von Tallinnfilm produzierter Film aus dem Jahr 1979, der auf dem 1970 erschienenen, sowjetischen Science-Fiction-Roman „У Погибшего Альпиниста“ (englisch: The Dead Mountaineer’s Hotel) der Brüder Arkadi und Boris Strugazki basiert. Die Dreharbeiten fanden über einen Zeitraum von einem Jahr statt, vom 24. April 1978 bis zum 23. April 1979. Die Innenaufnahmen fanden in einem Hotelzimmerkomplex statt, der für die neue Tennishalle von Dünamo Tallinn gebaut wurde, die Außenaufnahmen im Tian Shan-Gebirge in Alatau, Kasachstan, im Skigebiet Şymbūlaq, etwa 25 km südöstlich von Alma-Ata, der damaligen Hauptstadt der Kasachischen SSR. Regie führte Grigori Kromanov.

## Handlung
Inspektor Peter Glebsky begibt sich auf einem anonymen Brief des Hotels „Zum verunglückten Alpinisten“ in die Alpen. Als er ankommt, stellt er fest, dass es sich um einen Fehlalarm handelt, beschließt aber, die Nacht dort zu verbringen. Doch später bricht eine Lawine aus, die das Hotel von der Außenwelt trennt. Dann beginnen die mysteriösen Vorfälle. Hotelgast Olaf wird tot aufgefunden, Hinckus liegt gefesselt in seinem Bett und Luarvik wird erfroren in der Nähe des Hotels aufgefunden. Es wird angenommen, dass er ein Freund von Hinckus ist, aber Luarvik sagt, dass stattdessen Olaf auf ihn gewartet habe. Inspektor Glebsky macht sich auf die Suche nach Olafs Mörder. Doch mit den Verdächtigen beginnen sich mysteriöse Geschichten zu ereignen. Sie sterben und werden wieder lebendig, nehmen die Gestalt anderer Menschen an und behaupten, dass ihre Existenz von der Energiequelle im Diplomatenkoffer abhängt, die neben Olaf gefunden wurde und sich nun in Glebskys Besitz befindet. Allerdings sind die Außerirdischen unerklärlicherweise passiv. Sie versuchen nicht einmal, den Inspektor zu besiegen, der wegen der Lawine ihnen eigentlich  ausgeliefert sein sollte. Glebsky macht sich auf die Suche nach dem Schuldigen, doch die Fakten führen ihn zu einer Schlussfolgerung, die für einen rationalen Verstand schwer zu akzeptieren ist.

## Produktion und Veröffentlichung
Der Film basiert auf dem 1970 erschienenen, sowjetischen Science-Fiction-Roman „У Погибшего Альпиниста“ (englisch: The Dead Mountaineer’s Hotel) der Brüder Arkadi und Boris Strugazki basiert. Die Dreharbeiten begannen am 5. September 1978. Die „Alpenszenen“ wurden im Dezember und Januar in einem kasachischen Wintersportzentrum bei Şymbūlaq, etwa zweihundert Kilometer von Almaty entfernt, aufgenommen. Der Film wurde von der Produktionsgesellschaft Tallinnfilm hergestellt.
Als Darsteller fungierten estnische, lettische und litauische Schauspieler, in der Hauptrolle des Inspektor Peter Glebsky ist Uldis Pūcītis zu sehen. Die Esten sprachen ihre Rollen auf Estnisch, die Letten und Litauer auf Russisch ein. Später wurde für den russischen Filmmarkt eine Fassung auch in russischer Sprache erstellt.
Die Premiere fand am 27. August 1979 statt. Bis 1980 lockte der Film insgesamt 17,5 Millionen Zuschauer in die Kinos der Sowjetunion, 44.399 in die estnischen Kinos. Die Erstaufführung in der DDR fand am 31. Juli 1981 im Berliner Kino Tivoli statt.
Der Film wurde 2009 aufwändig digitalisiert und erschien auch als DVD und Blu-ray Disc.

## Auszeichnung
Beim Trieste International Fantastic Film Festival 1979 wurde der Film Hotel „Zum verunglückten Alpinisten“ mit dem Silver Asteroid ausgezeichnet.

## Rezeption
Eva Näripea und Henriette Cederlöf betrachteten den Film in einem Artikel aus dem Jahr 2015 als eine Mischung aus Science-Fiction und Film noir, letzteren insbesondere in seiner visuellen Ästhetik. Sie betrachteten den Film auch als „die inhärenten Spannungen und sozialen Ängste des ‚roh kommunistischen‘ Sowjetregimes [berührend]“ und „den sowjetischen Nationalismus und die Bedrohung von Sprache, Kultur und Existenz nichtrussischer ethnischer Gruppen [darstellend]“. Geschlechtsidentität war auch ein Thema, das sie im Film identifizierten, indem sie die „offensichtliche Leugnung der Heteronormativität als einziges akzeptiertes Koordinatensystem für sexuelle Identität“ kommentierten, was „eine Parallele zu seiner offensichtlichen Anprangerung repressiver Machtverhältnisse und den Bekämpfungsversuchen aller Arten von Andersartigkeit, auch ideologischer und ethnischer Herkunft durch sowjetische Behörden.“